# Anežka Drahotová
Anežka Drahotová (* 22. července 1995 Rumburk) je bývalá česká atletka a cyklistka, jejíž specializací byly závody na delší tratě. V roce 2014 se stala juniorskou světovou rekordmankou v chodeckém závodě na 10 km. Sportovní kariéru ukončila v roce 2020.
V roce 2014 vyhrála českou anketu Sportovec roku v juniorské kategorii.

## Životopis
Narodila se v Rumburku a pochází z dvojčat. Její sestra Eliška Drahotová se také věnovala atletice a cyklistice. Byla členkou TJ Rumburk, poté závodila za USK Praha (atletika) a několik cyklistických týmů.

## Chodecká kariéra
V rané fázi kariéry se stala trojnásobnou vicemistryní republiky mezi žačkami na 3000 metrů z let 2008, 2009 a 2010 a žákovskou mistryní republiky na stejné vzdálenosti na dráze z roku 2009. V roce 2011 se na 3000 metrů stala dorosteneckou mistryní republiky a skončila mezi dorostenkami druhá na mezinárodním mítinku v Poděbradech. Ve švýcarském Luganu si v témže roce mezi dorostenkami došla pro dvě první místa v závodech na 5 a 10 km. Při evropském poháru v Olhau došla mezi juniorkami sedmá a společně se sestrou Eliškou vybojovaly bronz v družstvech. Na mistrovství světa do 17 let si v závodě na 5000 metrů došla pro šesté místo, na evropském mistrovství pak došla třináctá v závodě na 10 km.
V roce 2012 zopakovala triumfy na českém mistrovství v chůzi na 3000 m v hale i 5000 m venku mezi dorostenkami, na mítinku v Luganu na 10 km a zvítězila také na desetikilometrovém závodě v rámci mítinku v Poděbradech. Na Mistrovství světa juniorů v Barceloně obsadila v závodě na 10 km 6. místo. V roce 2013 vyhrála závod na 10 km na Mistrovství Evropy juniorů v Rieti v novém českém rekordu 44:15,87. Kvalifikovala se také v chůzi na 20 km na Mistrovství světa v atletice v Moskvě. Zde se 13. srpna umístila na 7. místě a vyrovnala český rekord v chůzi na 20 kilometrů. Dvě závodnice z Ruska, původně zlatá a stříbrná, však byly kvůli dopingovým proviněním dodatečně odstraněny z výsledkové listiny, a Anežka Drahotová se tak posunula na 5. místo.
Rok 2014 zahájila překonáním českého rekordu na 20 km 16. března v Luganu, kde dokončila na 3. místě v čase 1:28:13. Zvítězila v kategorii žen na mistrovství ČR v chůzi na 20 km v Poděbradech a zároveň v traťovém rekordu 1:29:43 se stala i celkovou vítězkou závodu EAA. 4. května došla na 3. místě v juniorském závodě na světovém poháru v čínském Taicangu a na 10 km chůze utvořila nový český juniorský i seniorský rekord 43:40. Na Mistrovství světa juniorů v Eugene vyhrála 23. června Anežka závod na 10 000 metrů chůze v čase 42:47,25, kterým vylepšila dosavadní juniorský světový rekord o více než 12 sekund. Na následujícím Mistrovství Evropy v atletice získala bronz v chodeckém závodě na 20 km – 1:28:08, když znovu překonala rekord ČR.
Rok 2015 začal vítězstvím na mítinku v Luganu. Český rekord z ME 2014 vydržel do května, kdy ho Anežka vylepšila na 1:26:53 (20 km). Tímto výkonem na EP v Murcii dokončila na 4. místě. Při Zlaté tretře vyhrála chodecký závod na 3000m v čase 11:52,36 a zařadila se na 4. místo světových historických tabulek. Při ME23 v estonském Tallinu získala stříbro na 20 km, když trať zdolala v čase 1:27:25. Původně vítězná Ruska však byla kvůli dopingu vyřazena a Anežka Drahotová dodatečně získala zlatou medaili. Na MS v Pekingu dokončila 20km trať na 8. místě v čase 1:30:32. 
V roce 2016 kvůli léčbě zdravotních problémů musela závody omezit na minimum. Došla dvacátá na MS družstev v Římě a při své premiéře na OH v Riu vybojovala 10. místo v čase 1:30:43.  V roce 2017 ji špatný zdravotní stav pustil pouze k českému mistrovskému titulu a 7. místu na ME23. Závod na MS v Londýně nedokončila. Rok 2018 se od jara stal rokem výkonnostního návratu. V dubnu obhájila mistrovský titul v Poděbradech, v květnu v čínském Taicangu na MS chodeckých družstev vybojovala na 20km trati 6. místo časem 1:28:40. 
Posledním startem na mezinárodním poli byl chodecký závod Mistrovství světa 2019 v Dauhá.

### Dopingová kauza
Anežka Drahotová byla pozitivně testována během mimosoutěžní kontroly v červenci 2018, krátce před Mistrovstvím Evropy 2018 v Berlíně. Na šampionátu skončila na 20kilometrové distanci původně druhá, ve svém druhém nejlepším čase 1:27:03, a zaostala jen za Španělkou Perezovou. Dopingová kauza byla medializována až v dubnu 2021, kdy ji disciplinární komise Českého atletického svazu pod vedením Miroslava Ševčíka – před tokijskou olympiádou – očistila. Komise neshledala vědomé užití látek vedoucích ke zvýšení hladiny testosteronu. Drahotová však do Tokia neodcestovala, protože nebyla v odpovídající formě a vrcholovou atletiku opustila.
Světová antidopingová agentura s rozhodnutím českého atletického orgánu nesouhlasila a odvolala se k Mezinárodní sportovní arbitráži (CAS). 
V prosinci 2024 ji CAS diskvalifikovala za porušení dopingových pravidel, když v rozhodnutí zveřejněném na webu Jednotky pro bezúhonnost atletiky sdělila, že „izotopová hmotnostní spektrometrie prokázala vnější užití zakázaných látek androsteronu a etiocholanonu“. Diskvalifikována tak byla ze soutěží od července 2018. Odebrány jí byly stříbrná medaile z ME 2018 a bronz z Letní univerziády 2019 v Neapoli. CAS jí v rámci odvolacího řízení udělil čtyřletý zákaz, s vypršením v červenci 2025.

## Běžecká kariéra
Mimo chůze se věnovala také běhu. Bronzovou medaili získala na českém mistrovství v běhu na 800 metrů mezi žačkami v roce 2009. V témže roce se stala na dráze žákovskou vicemistryní republiky v běhu na 1500 metrů a v běhu na 400 metrů získala bronzovou medaili v závodě juniorských družstev.
V roce 2010 se jí již povedlo vyhrát mistrovství republiky mezi juniorkami v běhu na 1500 metrů. O rok později již mezi ženami doběhla v závodě na 3000 metrů na 7. místě. Vyhrála pak závody na 1500 a 3000 metrů na dráze a stala se tak juniorskou mistryní republiky.
V roce 2012 pak na českém mistrovstvích triumfovala v běhu na 800 metrů v hale, přespolním běhu i silničním běhu (dorost, junioři), na mistrovství dospělých v hale byla druhá na 1500 m. V březnu si poprvé vyzkoušela Pražský půlmaraton, který dokončila mezi ženami na 15. místě v čase 1:19:33. Na Mistrovství světa juniorů v Barceloně kombinovala chodecký a běžecký start na 1500 m. V osobním maximu 4:26,54 obsadila 10. místo v rozběhu (celkově 25. místo).
Na mistrovství světa juniorů v běhu do vrchu získala 7. místo. Na Mistrovství ČR v silničním běhu (Běchovice) na 10 km doběhla v čase 35:36 na 5. místě mezi ženami a vyhrála juniorský titul.
V roce 2013 si zlepšila osobní rekord na Pražském půlmaratonu na 1:18:23 a zopakovala druhé místo na mistrovství České republiky dospělých v hale na 1500 m.
Na Mistrovství Evropy juniorů v Rieti si jen několik hodin po vybojování chodeckého titulu zajistila přímý postup do finále na 3000 m překážek. V něm po pádu na vodním příkopu doběhla devátá. Na této trati v Portugalsku při Evropském poháru oddílových družstev vylepšila český juniorský rekord na 10:10,45. V září při Mattoni GP zaběhla 10 km za 33:59.
V roce 2014 opět startovala na pražské půlmaratonské trati, kde skončila jako nejlepší Češka na celkově 11. místo časem 1:14:25.
V roce 2015 zopakovala na pražském půlmaratonu vítězství mezi Češkami a celkové 11. místo v čase 1:15:15. Při PMEZ v tureckém Mursinu splnila limit na ME23 v běhu na 5000 m časem 16:14 a při ME23 doběhla na této trati 12. za 16:03,17.

## Cyklistická kariéra
S cyklistikou začínala v TJ Cykloprag a úspěchy mezi juniory sbírala na kole. V roce 2010 získala 3 stříbra na mistrovství ČR kadetů v silničním závodě a časovce jednotlivců i dvojic, bronz v dráhové stíhačce. 2011 byla mistryní ČR kadetů v časovce a spolu se sestrou Eliškou i v silniční časovce dvojic. Titul v časovce dvojic s Eliškou obhájily i v roce 2012 v kategorii juniorek. V roce 2013 získala český juniorský titul v časovce a spolu se sestrou Eliškou v časovce dvojic. Na mistrovství světa ve Florencii přijela v závodě juniorek na silnici devatenáctá.
V roce 2014 přestoupila do týmu CTP Talent Šimunek. Při premiérovém mistrovství ČR mezi ženami obsadila 2. místo v hromadném silničním závodě a 3. místo v časovce.
V roce 2015 dojela na 4. místě při M-ČR v časovce jednotlivců. O rok později 2016 v lounském dresu byla na mistrovství ČR v časovce třetí a v hromadném silničním závodě šestá.

## Osobní rekordy
- Běh na 800 metrů: 2:10,34
- Běh na 1500 metrů: 4:24,89
- Běh na 3000 metrů: 9:26,28
- Běh na 3000 m překážek: 10:10,45
- Běh na 5000 metrů: 16:03,17
- Běh 10 km silnice: 33:59
- Chůze na 3000 metrů: 11:52,36
- Chůze na 5000 metrů: 21:54
- Chůze na 10 000 metrů: 42:47,25
- Chůze 10 km: 43:40
- Chůze 20 km: 1:26:53 (rok 2015)
- Půlmaraton: 1:14:25